# Škoda Roomster
Škoda Roomster je minivan češke marke Škoda i proizvodio se od 2006. do 2015. godine. Predstavljen je u rujnu 2006. Cijene su počinjale od 94.400 kuna za 1.2 12V 70 KS (ožujak 2008.).

### Motori
| Model   | Obujam   | Broj cilindra | Snaga          | Proizvodnja |
| ------- | -------- | ------------- | -------------- | ----------- |
| Benzin  |          |               |                |             |
| 1.2     | 1198 cm³ | 3             | 51 kW (70 KS)  | od 2007     |
| 1.2 TSI | 1197 cm³ | 4             | 63 kW (86 KS)  | od 2010     |
| 1.2 TSI | 1197 cm³ | 4             | 77 kW (105 KS) | od 2010     |
| 1.4     | 1390 cm³ | 4             | 63 kW (86 KS)  | od 2007     |
| 1.6     | 1598 cm³ | 4             | 77 kW (105 KS) | 2007-2010   |
| Diesel  |          |               |                |             |
| 1.2 TDI | 1199 cm³ | 3             | 55 kW (75 KS)  | od 2010     |
| 1.4 TDI | 1422 cm³ | 3             | 59 kW (80 KS)  | 2007-2010   |
| 1.6 TDI | 1598 cm³ | 4             | 66 kW (90 KS)  | od 2010     |
| 1.6 TDI | 1598 cm³ | 4             | 77 kW (105 KS) | od 2010     |
| 1.9 TDI | 1896 cm³ | 4             | 77 kW (105 KS) | 2007-2010   |

## Škoda Roomster redizajn
Redizajnirana Škoda Roomster u prodaji je bila od sredine 2010.godine

## Škoda Praktik
Škoda Praktik se proizvodio od travnja 2007. godine. On je nasljednik Škode Fabije Praktik.
- Škoda Roomster Praktik
- Pogled odstraga na Škodu Praktik
- Roomster redizajn (2010. – 2015.)

## Vanjske poveznice
- Škoda Hrvatska